# Miopatia inflamatòria
La miopatia inflamatòria (malaltia muscular inflamatòria) és una malaltia que presenta debilitat i inflamació dels músculs i (en alguns tipus) dolor muscular. La causa de la miopatia inflamatòria es desconeguda (idiopàtica), i aquests casos es classifiquen segons els seus símptomes i signes i electromiografia, ressonància magnètica i resultats de laboratori. També es pot associar amb un càncer subjacent. Les principals classes de miopatia inflamatòria idiopàtica són la polimiositis, la dermatomiositis i la miositis per cossos d'inclusió.